# Eurotherme Bad Schallerbach
Das EurothermenResort Bad Schallerbach ist ein Thermen- und Hotelkomplex in Bad Schallerbach, Oberösterreich.
Das Resort hatte 2018 rund 740.000 Besucher im Jahr.
Es ist, wie auch die Anlagen in Bad Hall und Bad Ischl, Teil der EurothermenResorts.

## Geschichte
Bad Schallerbach verfügt über eine schwefelhaltige Quelle, die im Jahr 1918 bei der Suche nach Erdöl in 461,3 m Tiefe erschlossen wurde und seit 1922 für den Kur- und Badebetrieb genutzt wird. Seit 1979 wird zusätzlich eine zweite Quelle in 646 m Tiefe genutzt.
Der österreichische Architekt Mauriz Balzarek plante die ersten Badeanlagen:
- Das erste Badehaus wurde am 20. Juli 1922 eröffnet und am 20. August 1922 von Bundespräsident Michael Hainisch besucht.[5]
- Die „neuen Badeanlagen“ wurden am 21. August 1932 von Bundespräsident Wilhelm Miklas feierlich eröffnet.[4] Die Quellfassung in Form eines Quelltempels war das Motiv für das 1946 geschaffene Marktwappen von Bad Schallerbach (sie wurde 1967 jedoch neu gestaltet).
- Das Freischwimmbad mit einem 50-Meter-Becken, Sandstrand, Liegewiesen und einem Kabinentrakt aus Holz wurde 1936 eröffnet.[4]

Die Eurothermen-Anlage wurde 1995 nach umfangreichem Ausbau (u. a. auch Bau des Erlebnisbades Aquapulco und des Hotels) der seit 1922 bestehenden Thermenanlagen neu eröffnet.
2009 fand im Hotelpark des Thermenhotels Paradiso die OÖ Landesgartenschau Botanica statt, die mehr als 360.000 Besucher verzeichnen konnte.

## Unternehmen
Die Therme gehört – zwecks gemeinsamer marktstrategischer Positionierung – neben über 100 kleinen Gesellschaftern zu 99,65 % zur Dachmarke EurothermenResorts der OÖ Thermenholding GmbH, Oberösterreichs größtem Tourismusunternehmen, die auch hier seinen Hauptsitz hat und sich zu 100 % im Besitz des Landes Oberösterreich befindet. Die Streuminorität der Therme liegt bei den Marktgemeinden Bad Schallerbach (0,02 %), Wallern (0,01 %), Tourismusverband Vitalwelt (0,01 %), Österreichische Gesundheitskasse, Brauerei Grieskirchen (0,01 %) und etlichen Einzelpersonen.
Generaldirektor der Eurothermen Resorts war Markus Achleitner, mit 1. Dezember 2018 folgte ihm Thomas Prenneis in dieser Funktion nach. Auf der im Sommer 2018 anlässlich des 100. Jahrestages der Thermalquelle Bad Schallerbach neu eingerichteten Thermen-Promenade wurde Achleitner mit einem eigenen Meilenstein gewürdigt.

## Infrastruktur
Das Resort teilt sich in das auf Familien ausgerichtete Erlebnisbad Aquapulco, die Therme Tropicana, den Sauna-Bergdorf AusZeit, das mit der Therme verbundene Hotel Paradiso, das Gesundheitszentrum Physikarium und das Tagungszentrum Atrium auf.

### Thermenhotel Paradiso
Das 4-Sterne-Hotel Paradiso liegt in einer 22 ha großen Parkanlage und verfügt über 150 Zimmer und Suiten in den unterschiedlichsten Kategorien. Zusätzlich bietet das Hotel eine 3.600 m² große Wellnessanlage mit sechs Saunen und Dampfbädern sowie einen Außenpool mit 34 °C warmem Wasser.

### Erlebnisbad Aquapulco
1995 wurde das Aquapulco erbaut. Am 1. Juli 2011 wurde die Aquapulco-Piratenwelt, welche auf Familien mit Kindern ausgerichtet ist und zahlreiche Attraktionen bietet, eröffnet:
- 9 verschiedene Rutschen
- Wasserspielgarten sowie Wasserspielgeräte, Wasserkanonen und Wasserräder
- Piratenbucht mit Meereswellen
- 5D-Kino und Piratenshow mit Musik, Wasser und Licht
- Kletter- und Krabbelmöglichkeiten für Babys

### Therme Tropicana
Die Therme Tropicana wurde am 1. Oktober 2011 eröffnet und bietet Südseeflair mit Palmenlandschaft und folgende Bereiche:
- Großes, aufschließbares Glasdach
- Thermalpools mit Whirlliegen, Sprudelsitzen und Massagedüsen
- Drei Gesundheitspools (Schwefelgrotte, Solebad und Jod-Selenbad)
- Korallengrotte mit Meeresaquarium
- Meditationspool

### Saunalandschaft AusZeit
Die – ehemals Relaxium genannte – Saunalandschaft wurde am 10. Oktober 2015 als Sauna-Bergdorf neueröffnet und bietet verschiedene Saunen und Whirlpools, Infrarot-Wärmekabinen und ein Soledampfbad. Zusätzlich gibt es einen FKK-Bereich mit Pool und Whirlpool.

### Gesundheitszentrum Physikarium
Der Fokus des Therapiezentrums Physikarium liegt vor allem auf der Linderung bzw. Beseitigung von Problemen des Stütz- und Bewegungsapparates. Dabei kommt das Schallerbacher Schwefelthermalwasser zum Einsatz, das sich dafür besonders gut eignet.

### Tagungszentrum Atrium
Das Tagungszentrum bietet unterschiedliche große und kombinierbare Seminarräume, die Platz für bis zu 170 Personen bieten. Zusätzlich gibt es einen Konferenzraum mit 400 m² und Platz für bis zu 700 Personen. Das angrenzende Hotel Paradiso verfügt über einen weiteren Seminarraum mit rund 160 m².